# イラン・イスラエル戦争
イラン・イスラエル戦争（イラン・イスラエルせんそう、英: Iran–Israel war）は、2025年6月13日から6月25日までイランとイスラエルとの間で行われた戦争。十二日間戦争（英: Twelve-Day War）とも呼ばれる。
イスラエルによるイランに対する軍事攻撃（ライジング・ライオン作戦<英: Operation Rising Lion>）を始まりとする。イスラエル国防軍（IDF）およびモサドによって、イランの主要な核施設および軍事施設に深刻な損害が与えられたほか、イランの高官数名が殺害され、子どもを含むイラン市民も犠牲となった。イランは報復として、対イスラエル攻撃（真の約束作戦3）を開始し、交戦状態となった。同月22日には、アメリカ合衆国がイランの核関連施設を軍事攻撃し、イランは報復として在カタール米軍基地を攻撃した。アメリカとイランの関係は極度に悪化し、一時イラン国会によりホルムズ海峡の封鎖が承認されるなどしたが、6月23日（米東部時間）にイスラエルとイランの停戦合意が成立したことでひとまずの終結をみた。

## 概要
6月13日未明、テヘラン各地で爆発が報告され、軍事基地付近や住宅地でも爆発が発生した。ナタンズ、ホンダブ、ホッラマーバードにあるイランの核施設が標的となった。イラン側の報告によると、この攻撃でイスラム革命防衛隊（IRGC）司令官のホセイン・サラーミー 、イラン軍参謀総長モハンマド・バーゲリー少将、核科学者フェレイドゥーン・アバーシーおよびモハンマド・メフディー・テヘラーンチーが死亡した。市民も犠牲となり、その中には子ども20人が含まれる。攻撃は13日午後および夜にも再開され、タブリーズ空港付近、ナタンズおよびフォルドウの核施設での空爆が報告された。テヘランの住宅ビルも攻撃を受ける。
同日、イスラエルは、イランの核開発への対応として、同国の核施設などに対し先制攻撃を開始したことを発表。また、イランからの報復に備え、イスラエル全土に非常事態宣言が発令された。
2025年6月13日夜、イランはイスラエルに対する報復攻撃を開始。

## 背景

### イランとイスラエルの対立
イランとイスラエルは、1979年のイラン革命で親欧米のパフラヴィー朝が倒され、反欧米のイスラム共和制に移行するまで緊密な関係を築いていた。イラン・イスラム共和国の初代最高指導者であるルーホッラー・ホメイニーは、イスラエルによるパレスチナ占領を非難し、イスラエルとの国交を断絶した。革命以降、イランの神権的な政権はイスラエルに対して反ユダヤ主義的で大量虐殺的な言辞を用いて、イスラエルを滅ぼすことを誓約している。イランの宗教右派はイスラエルを「イスラム教徒の土地の不法な占領者」であり、西洋帝国主義の道具であるとみなしている。このことから、イスラエルはイランの核開発計画を、自国の存立の脅威とみなしている。
イランとイスラエルは長い間、代理戦争を繰り広げてきたが、2024年に初めて公然と直接交戦した。2024年4月1日、イスラエルがダマスカスのイラン大使館を空爆し、イラン人将校数名が死亡した。イランは2024年4月、イスラエルに空爆で報復し、さらにイスラエルも同月、イランに空爆によって報復した。2024年7月、イスラエルはイランの首都テヘランでハマースの指導者イスマーイール・ハニーヤを暗殺した。2024年10月、両国は互いに攻撃しあった。

### イランの核開発
イスラエルのベンヤミン・ネタニヤフ首相は、イスラエルがイランを先制攻撃することを決定した主な理由として、イランの核開発計画を挙げている。イスラエル自身は核兵器を保有しているとされる一方、イランの核開発計画を戦略的脅威とみなしている。イスラエルは、イランの核開発が平和的でなくなったと判断した場合、イランの核開発に対して軍事行動を起こす権利があると述べている。2000年代半ば、アメリカとイスラエルはオリンピック作戦の一環として、イランの核施設を破壊した。2010年以降、テヘランで5人のイランの核科学者が暗殺されたことは、一般的にイスラエルによるものとされている。
2015年、イランと、アメリカ合衆国のバラク・オバマ大統領、国連安保理、ドイツは、イランの民生用核開発を限定的なレベルで管理するための「包括的共同作業計画（JCPOA、核合意）」に署名した。2018年、ドナルド・トランプ大統領は、初の大統領就任中に、イランが核合意を守っているという国際原子力機関（IAEA）の報告にもかかわらず、協定への参加を停止し、イランに対する経済制裁を再開した。イランは、トランプ大統領の協定放棄に対して、ウラン濃縮を段階的に増加させることで報復した。
2020年1月にイランの将軍であったカセム・ソレイマニがアメリカによって暗殺された後、イランは核合意の濃縮制限をもはや守らないと述べた。2021年までに、イランは兵器級ウランに近い純度60％までウランを濃縮していた。2025年5月、IAEAはイランが純度60％のウランを409kg保有していると報告したが、これは民生用に必要な量を上回り、軍用レベルに相当する。これに応じて、イラン政府は新たな核濃縮施設（3番目となる）を建設し、IAEAの監視下に置くと発表した。アメリカ中央軍（CENTCOM）のマイケル・クリラ司令官は2025年6月10日に、イランは「核兵器開発まであと数週間だ」と警告した。 イスラエルの攻撃が始まる前日、IAEAはイランが20年ぶりに核兵器に関する義務を遵守していないと認定した。イランは核兵器を求めていないと主張し、イランの最高指導者アリー・ハーメネイーは核兵器は倫理に反するとするファトワーを発表した。
2025年4月、アメリカのトランプ大統領は、イランの核開発計画に関するアメリカとイランの交渉開始を発表した。ホワイトハウスは、イランに2ヶ月以内に合意を得るよう求めると宣言したが、この2ヶ月の期限は、イスラエルによる攻撃の前日に切れた。

#### イランの弾道ミサイル計画
イランの核開発計画とともに、イランの弾道ミサイル計画もイスラエルにとって脅威とみなされている。ニューヨーク・タイムズの記事によると、ネタニヤフ首相は、イランが毎月300発の弾道ミサイルを生産することを目指しており、これをイスラエルの都市に対する直接的な脅威と考えていると報じられている。

### 抵抗の枢軸
抵抗の枢軸とは、イランへの攻撃を抑止し、イランの力を誇示することを目的とした、1980年代にイランが考案した地政学的・軍事的戦略である。長年にわたり、イスラエルは様々な武装勢力を相手として、イランとの代理戦争を行なってきた。こうした戦争には、1982年および2006年のレバノン侵攻など、ヒズボラに対する戦争や、ガザ地区のハマースに対する様々な戦争や軍事作戦が含まれる。2023年10月7日、イランが支援するガザ地区のハマースがイスラエルへの奇襲攻撃を開始し、イスラエルとハマスの戦争へ、そしてヒズボラやイエメンのフーシ派など他のイランが支援する武装勢力との戦争に発展した。この戦争によって、武装勢力は著しく弱体化した。このことがイランの影響力を弱め、イランの孤立を深めたと言われている。

### 軍事行動の前兆
2025年6月12日、ABCニュースはイスラエルがイランに対する軍事行動を検討していると報じた。その数時間後、CBSニュースによると、アメリカ政府高官は、イスラエルのイランに対する作戦の「準備が完全に整っている」と伝えられた。トランプ政権は、作戦を主導することなくイスラエルを支援する選択肢を検討したとされる。駐イスラエル米国大使館は翌日、職員の移動を制限したが、駐イスラエル米国大使のマイク・ハッカビーは、トランプ政権の承認なしにイスラエルがイランを攻撃することはないと述べた。空爆に先立ち、イスラエルはトランプ政権に対し、まずアメリカに通告しなければ攻撃することはないと伝えた。トランプ大統領は攻撃前夜にイスラエルのネタニヤフ首相と会談し、後にイスラエルの計画を事前に知っていたことを認めた。イギリスの外務省と国防省の当局者も、イスラエルがイランを攻撃する意思があることを事前に把握していたが、イスラエルから正式な通告があったかどうかは確認されていない。2人のイスラエル政府関係者によれば、イスラエル政府はトランプ政権に対して、イラン攻撃の準備として参加し協力するよう要請した。トランプ大統領の盟友の一部を含む右派の要人は、イスラエルの攻撃に疑問を呈し、イランとアメリカの戦争を警告した。
イスラエルがイランを攻撃するまでの数週間、イスラエル政府は、ガザにおける飢餓の危険性の高さと民間人の殺害をめぐり国際社会からの圧力に直面していた。イスラエルと最も親密なヨーロッパの同盟国でさえ、ガザ地区における飢餓に対して批判的になっており、EUはイスラエルとの自由貿易協定を再考すると発表していた。政治学者のザビエル・アブ・エイドと、ジャーナリストのタマラ・デイヴィソン、キオマルス・サマディは、イランへの攻撃はガザにおけるイスラエルの行動から注意をそらすものであったと述べている。ネスリーヌ・マリクは、イラン攻撃は、ガザの民間人を苦しめるイスラエルの行動によって不和が生じていたヨーロッパ諸国を、イスラエル側に引き戻すための試みであると述べた。イスラエルとイランの関係は、イスラエル国内の左翼と右翼を結びつける要因であった。イラン攻撃の前日、イスラエルはガザの通信インフラを破壊し、ガザと他の地域との間の通信を遮断した。

## イスラエル・アメリカ側の攻撃

### 攻撃作戦の発表
ネタニヤフ首相は、イランのナタンツにある主要な濃縮施設とその核科学者、弾道ミサイル計画の一部を標的とする「ライジング・ライオン作戦」の開始を発表した。ネタニヤフ首相は、イランの核開発計画を「イスラエルの存亡を脅かす明白かつ差し迫った脅威」とし、「イランの侵略からアラブ近隣諸国も守る」と強調した。また、作戦について「必要な限り何日でも継続する」と述べた。
攻撃を発表した演説で、ネタニヤフ首相は「何十年もの間、テヘランの指導者たちは公然とイスラエルの滅亡を呼びかけてきた。彼らは、その大量虐殺的な言辞を核開発によって裏付けてきた」と述べた。ネタニヤフ首相は、イスラエルが攻撃した理由は、「阻止しなければ、イランは非常に短期間で核兵器を製造することができるため」と述べた。攻撃後、ネタニヤフ首相は、イスラエルの戦争は、イラン国民ではなく、イラン政府に対するものであると述べた。ネタニヤフ首相は、事態の進展を受け、安全保障閣僚会議を招集した。

#### 作戦名
イスラエルはこの攻撃作戦をライジング・ライオン（立ち上がるライオン）と命名。エコノミスト誌とアメリカの元中東政策担当官ブレット・マクガーク氏によると、作戦名「ライジング・ライオン」は、1979年のイラン革命まで同国の象徴であり国旗でもあったライオンと太陽の復活に由来しているという。エルサレム・ポスト紙は、作戦名は聖書の民数記（23章24節、「見よ、民は大いなる獅子のように立ち上がり、そして若き獅子のように立ち上がる。」）に由来すると報じた。作戦名は、空爆や破壊工作、工作員の活動などを含む全面的な作戦を意味する。

### 攻撃開始

#### 6月13日明朝

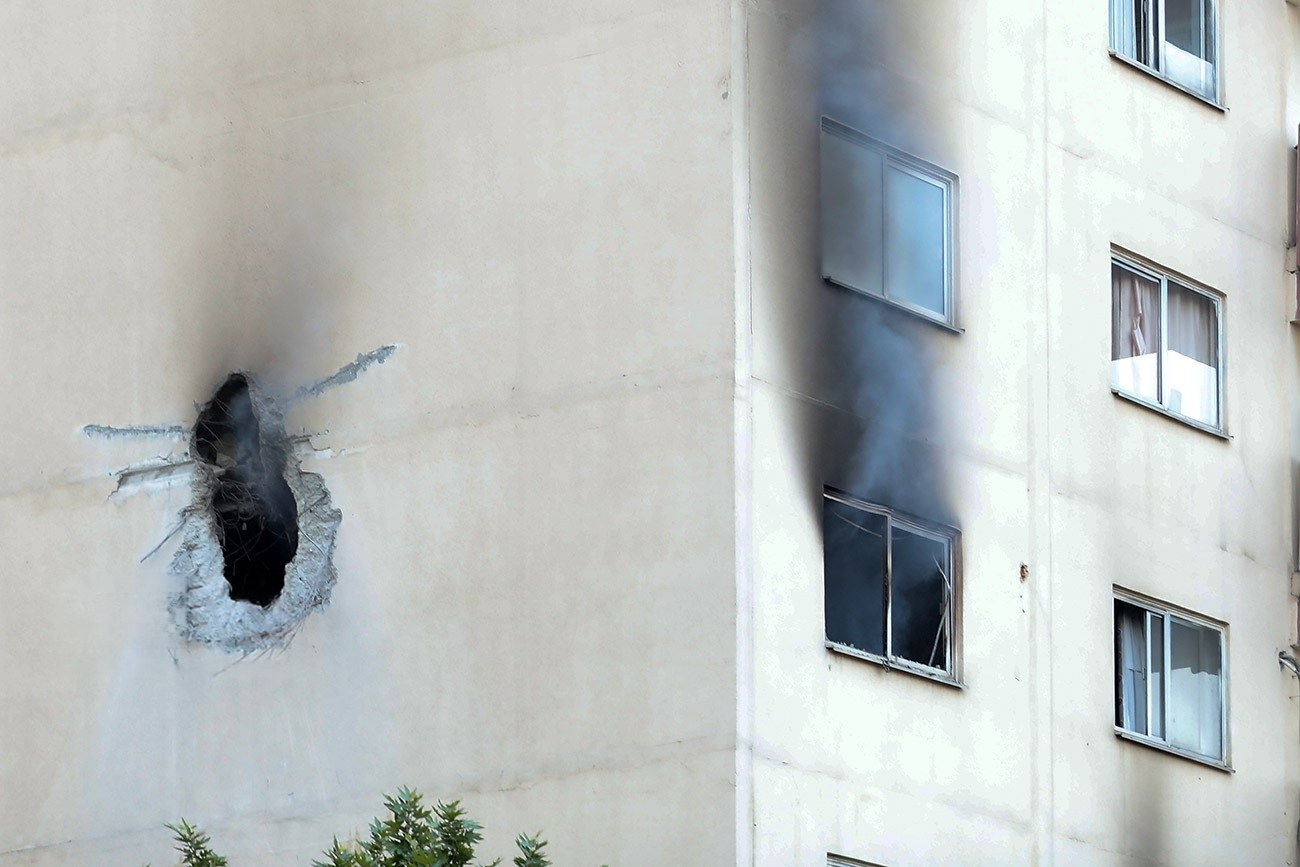
空爆による衝撃を受けたテヘランの建物

6月13日、複数のF-35I戦闘機を含む200機以上の戦闘機によってイランに対する空爆が開始された。F-35Iは、ステルス性を損なわず、空中給油を必要とせずに、イラン上空で作戦を実施するための航続距離と滞空時間を確保するため、低視認性のコンフォーマル燃料タンクに改良されたと伝えられている。イスラエルの戦闘機は、ナタンツ濃縮施設やイランの核計画に関連するその他のインフラを含む、イラン全土の100以上の拠点を標的とした。ブシェール原子力発電所やテヘラン研究炉などの稼働中の原子炉は攻撃されなかったため、空爆による原子力事故は発生しなかった。損傷した核遠心分離機は、現場の作業員を脅かす低レベルの放射線や工業化学物質を放出する恐れはあるが、核爆発を誘発することはなく、地域の大規模な汚染を引き起こすこともない。
一方、モサドはイランの防空システムとミサイル関連施設を破壊した。イスラエル政府関係者によれば、モサドは精密兵器を密輸し、テヘラン近郊において秘密裏にドローン基地を設置し、この基地は防空システムを無力化にするために使用され、イスラエル航空機の制空権を確保した。
現地時間の午前3時ごろ、イスラエルのイスラエル・カッツ国防相はイスラエル全土に非常事態を宣言し、ミサイルやドローンによる報復攻撃が差し迫っていると警告した。イランによる反撃が予想されたため、イスラエル全土で警報サイレンが作動したが、弾道ミサイルが発射されることは翌日夕方までなかった。カッツはまた、イスラエルによるイランへの攻撃を「先制攻撃」であると述べた。イスラエル国防軍によれば、今回の作戦は、イランが数日以内に最大15発の核兵器を製造可能なほど濃縮ウランを蓄積していたという諜報情報に基づいているという。
テヘラン各地で爆発が報告され、軍事基地の近くや高官が住む地域でも確認された。目撃者によれば、巨大な炎と爆発音が相次いだという。イラン革命防衛隊（IRGC）と関係がある報道機関ファールス通信は、テヘラン東部のシャフラク・マハラティ地区にある複数の住宅が攻撃を受けたと報じた。この地域にはイランの高官やその家族が居住している。この攻撃により、テヘランの革命防衛隊本部が炎上したとされる。  攻撃では、イランの軍関係者や政府関係者が住んでいたとされる一部の住宅複合施設も被害を受け、爆発の威力により一部の建物が倒壊したとの報告もある。
爆発はエスファハーン州にあるナタンツ核施設でも報告された。この施設はイランの重要な核施設の一つである。イラン国営テレビは、同地で「大きな爆発音」があったことを認めた。そこには地下にある大規模な燃料濃縮プラント（FEP）と、地上にある試験用燃料濃縮プラント（PFEP）の2つの濃縮施設がある。ホンダーブおよびホッラマーバードにある核施設も攻撃対象となった。

#### 6月13日午後
イスラエルは午後の早い時間にタブリーズへの空爆を実施し、タブリーズ国際空港付近の地域を標的にしたと報じられている。シーラーズやナタンツの核施設もイスラエルの攻撃を受けた。また、ハマダーン空軍基地でも爆発が発生し、パルチン軍事基地も攻撃を受けた。また、地下にあるフォルドウ燃料濃縮工場付近でも2回の爆発が報告され、同施設付近では、イスラエルの無人機がイランの防空システムによって撃墜されたとされる。イスラエル軍はその後、ハマダーンおよびタブリーズ空軍基地を攻撃したことを確認し、タブリーズ基地を「無力化」し、さらに多数のイラン製ドローンや地対地ミサイル発射装置を破壊したと主張した。
18時46分（グリニッジ標準時）、イスラエル国防軍はエスファハーン核技術・研究センターを攻撃したことを認め、この施設が「ウラン濃縮の再開」に関与していたと説明した。
イランメディアは、イスラエルの戦闘機少なくとも2機がイラン領空内で撃墜され、女性パイロットが捕虜となったと報じた。これに対し、イスラエル軍はその報道内容を否定している。

### 戦闘激化（6月14日）

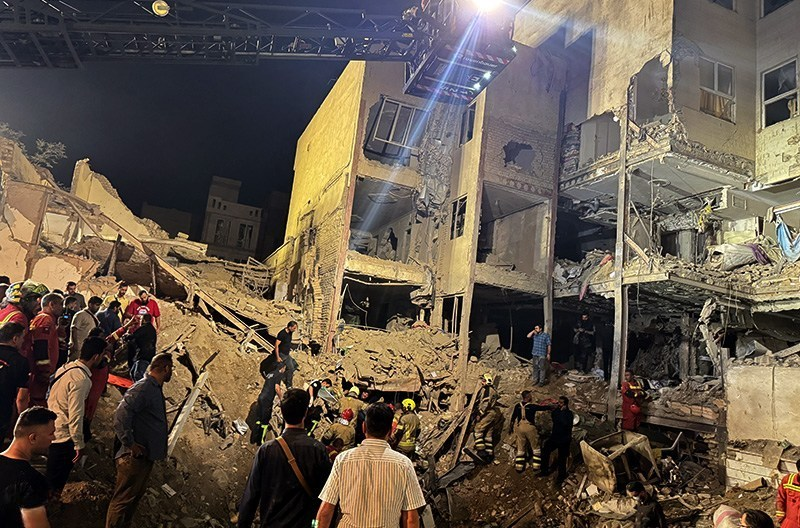
2025年6月14日のナルマク攻撃後の建物

6月14日未明、イランのメディアは、テヘランのメヘラーバード国際空港で2発の飛翔体、爆発、そして火災が発生したと報じた。 また、エスファハーン上空ではイランの防空システムがイスラエルの飛翔体と交戦し、イラン北西部では偵察任務中のイスラエルのドローンと交戦があったと報じられた。イスラエル国防軍参謀総長エヤル・ザミールと空軍司令官トメル・バルは、「テヘランへの道は切り開かれた」と宣言した。その後イスラエル軍は、イラン西部にある複数の弾道ミサイルや巡航ミサイルを保管していた地下施設を爆撃したと発表した。
イランは、同国軍参謀本部の情報部副部長ゴラームレザー・メフラビ将軍と、作戦部副部長メフディ・ラッバーニー将軍が死亡したことを確認した。 またイランは、イスラエルのF-35戦闘機を合計3機撃墜し、パイロット2名を拘束したと主張した。イランの石油省は、ブーシェフル州にある2つの油田、南パース・ガス田の第14フェーズプラットフォームと、ファジュル・ジャム製油所が攻撃されたと発表した。火災により、少なくとも1,200万立方メートルのガス生産が停止したと報じられている。 赤十字社は、イスラエルの攻撃がイランの31州のうち18州に影響を与えたと発表した。
現地時間23時11分、イスラエル軍はテヘランの「軍事目標」に対して新たな空爆を実施したと発表した。この攻撃では、石油およびガソリン貯蔵施設が破壊され、シャフラン地区では停電が発生した。また、イランの国防省本部および防衛革新研究機構（SPND）の建物も標的となった。

### 政府関連施設への攻撃

#### 6月15日
6月15日、テヘランで司法省の庁舎が攻撃を受けたと報じられた。イスラエル空軍は、マシュハド国際空港で給油中だった航空機を爆撃したと発表した。この空港はイスラエル領から約2300km離れており、同軍にとって史上最も遠距離の作戦だった可能性があるという。
イスラエルはまた、イラン国内の地対地ミサイルや軍事基地、さらには外務省も攻撃したとされる。この攻撃で、イラン革命防衛隊の情報部長とその副官が死亡したと報じられている。
空爆とあわせて、テヘラン市内では5台の自動車爆弾が爆発し、政府関連施設や核関連施設の近くで大きな被害をもたらした。イラン国営通信IRNAは関係者の証言として、これらの爆発はイスラエルによる作戦だったと報じたが、イスラエルの当局者は関与を否定している。
イスラエル国防軍は、イラン国内の120基の地対地ミサイル発射装置を破壊し、テヘラン上空における「完全な制空権」を確保したと発表した。イスラエル軍のエフィ・デフリン准将は、イランのミサイル発射装置の30%が破壊されたと述べた。イスラエル軍はまた、テヘランとコムの間を移動していた武器輸送車列を破壊したと発表した。

### 病院やイラン国営放送への攻撃
イラン国営通信は、ケルマンシャーにあるファラビ病院がイスラエルによる空爆で損傷し、病院および周囲の建物に甚大な被害が出たと報じた。また、ケルマーンシャーにあるミサイル工場の少なくとも15棟の建物もイスラエルによって攻撃された。さらにイスラエルは、イラン国営放送（IRIB）本部を生放送中に空爆し、スタジオ内にいたアナウンサーらが避難する様子が報じられた。イスラエルは、イラン国営放送が、「イラン軍によって民間人を装い、軍事作戦の遂行のために利用されていた」と主張しているが、イラン政府はこれを否定している。この攻撃により、国営放送の職員1人が死亡し、局舎には4発の爆弾が命中したとされる。

### 軍事拠点への攻撃と相次ぐ軍事組織幹部らの殺害
イスラエルは、テヘランの一部地域に対して住民の避難命令を発令した。また、イスラエル軍はイラン西部のミサイル発射装置を攻撃したと発表した。イスラエル軍はさらに、テヘランの空軍基地において無人機（ドローン）によってイラン空軍のF-14戦闘機2機を破壊したと発表した。一方で、イランのヌール通信は、イラン軍がタブリーズ上空でF-35戦闘機を撃墜したと主張した。イスラエル軍はまた、イランの情報機関の高官らが滞在していた建物を空爆し、イランの情報機関トップを含む複数の幹部を殺害したと発表した。死亡が確認されたのは、モハンマド・カーゼミー、ハサン・モハケク、およびモハンマド・ハタミである。
6月17日、イスラエル国防軍（IDF）は、ハータム・アル＝アンビヤー中央司令部の司令官に任命されてからわずか数日後の少将、アリー・シャードマーニーを暗殺した。イスラエル軍によれば、シャドマニはゴラーム・アリー・ラシード中将の死後にその後任として就任し、イラン革命防衛隊とイラン・イスラム共和国軍の双方を統括する「戦時参謀総長」に相当する地位にあった。彼はイラン軍における最高位の司令官となっていた。『エルサレム・ポスト』によれば、シャドマニはテヘラン郊外の山中にある秘密基地に退避していた際、複数の革命防衛隊幹部とともに殺害されたという。

### 継続する施設・拠点への攻撃

#### 6月17日
イスラエルは、イラン西部の軍事目標に対して、ミサイル発射装置やUAVの貯蔵施設を標的に大規模な空爆を複数回実施したと発表した。イスラエル軍は、イランのF-14戦闘機が地上で破壊される様子を収めた動画を公開した。また、3発のミサイルを搭載したロケットランチャーが破壊される映像も公開した。『メフル通信』によれば、イスラエルのロケット弾がカーシャーンの検問所を直撃し、3人が死亡、4人が負傷したという。イラン国営通信によれば、イスラエル軍はテヘランの住宅地にも攻撃を行い、赤十字社によって3人が瓦礫の下から救出されたと報じられている。また、ファールス通信は、国営銀行のセパー銀行がサイバー攻撃を受け、業務に支障が出たと報道した。報道によれば、ハッカー集団「プレデタリー・スパロウ（捕食スズメ）」がこのサイバー攻撃の犯行声明を出した。セパー銀行はイラン革命防衛隊やイラン軍との強い関係があるとされている。
国際原子力機関（IAEA）は、イスラエルによる空爆で、ナタンズの地下施設が損傷を受けた可能性が高いと発表した。イスラエル空軍の戦闘機は、イラン西部にあるミサイル発射装置を攻撃したと発表した。
イラン軍は、偵察機を含む28機の「敵機」を撃墜したと主張したが、イスラエルはこれを否定した。
イスラエル国防軍は、イラン西部のミサイル基地は以前の攻撃により避難済みであるとして、エスファハーンのイラン弾道ミサイル発射台に対し60機の戦闘機を用いて激しい攻撃を実施したと発表した。イスラエル軍は攻撃中に12のミサイル貯蔵・発射施設が破壊されたと発表した。

#### 6月18日、19日
6月18日、IDFは50機の戦闘機が弾道ミサイルの原材料、部品、製造システムを生産する工場を含むテヘランの約20の建物を攻撃したと述べた。イランの報道機関によれば、イスラエル軍は革命防衛隊傘下の大学や本ジールのミサイル工場を攻撃したという。イスラエル軍はまた、70基のミサイル発射装置を破壊したと主張している。イスラエル空軍の無人機が撃墜され、イラン領内に落下したが、負傷者は報告されていない。また、イスラエルは核燃料遠心分離機の製造施設にも攻撃を行い、IAEAはカラジのTESA複合施設とテヘラン研究複合施設への攻撃を確認した。
『ウォール・ストリート・ジャーナル』の報道によると、イスラエルはアロー迎撃ミサイルが不足しつつあるという。
6月18日朝、テヘランで大きな爆発音が聞こえたと報じられたが、イラン当局はこの攻撃を確認していない。
イスラエルはテヘランの各地を空爆し、テヘラン第18地区の住民に対して避難命令を出した。イスラエルによれば、この攻撃でイランの国内治安本部が破壊されたという。また、イラン赤十字社の建物も攻撃されたと報じられている。
イランメディアによると、イラン軍はヴァラーミーン市のジャヴァーダーバード地域で敵機のF-35戦闘機を撃墜したと報じられた。
午後、イスラエル軍は、イラン西部にある発射準備の整ったエマードミサイル発射装置、ミサイル貯蔵施設、兵士など軍事目標40か所を、25機の戦闘機を用いて攻撃したと発表した。イスラエル軍報道官のエフィー・デフリンによれば、これまでにイスラエルがイラン国内で攻撃した標的の数は1,100か所に達しているという。彼はさらに、同日の朝にケルマーンシャーでAH-1ヘリコプター5機が攻撃されたと述べた。その後、イスラエル軍はさらに3機のAH-1ヘリコプターを破壊したと発表した。さらにイスラエル軍は、60機の戦闘機が、テヘランにある兵器製造施設、遠心分離機の製造拠点、核の研究開発施設など 20の標的に対する一連の空爆に参加したと発表した。
イスラエル空軍は6月18日から19日にかけてもテヘランに対して空爆を行い、アラク重水炉の近くに住む住民に避難を呼びかけた。アラクおよびホンダブに住む人々に対しても避難勧告が出された。IAEAによると、イスラエルはイランの重水炉の1つのIR-40を攻撃したという。イスラエルは放射性物質漏れの危険はないと発表した。IAEAは、この炉は「稼働しておらず、核物質も含まれていなかった」と述べた。同日の午前中、イスラエルは核兵器開発施設に加えて、イラン国内の防空施設やミサイル製造施設を含む軍事施設の数十ヶ所を攻撃した。
6月19日現在、イスラエル国防軍はイランのミサイル発射装置のおよそ3分の2を破壊したと推定している。また、イスラエル軍は、無人航空機が弾道ミサイルの発射装置を修理していたイラン兵士を攻撃したと発表した。イスラエルのネタニヤフ首相は、アメリカとの協力関係について「素晴らしいもの」と述べた。また、イスラエルのカッツ国防相は、イランがベエルシェバのソロカ医療センターをミサイル攻撃したことへの報復として、イラン最高指導者アリー・ハーメネイー師の暗殺を示唆し、「ハーメネイーは自らの犯罪の代償を払うことになる」と発言した。

### アメリカの攻撃参加

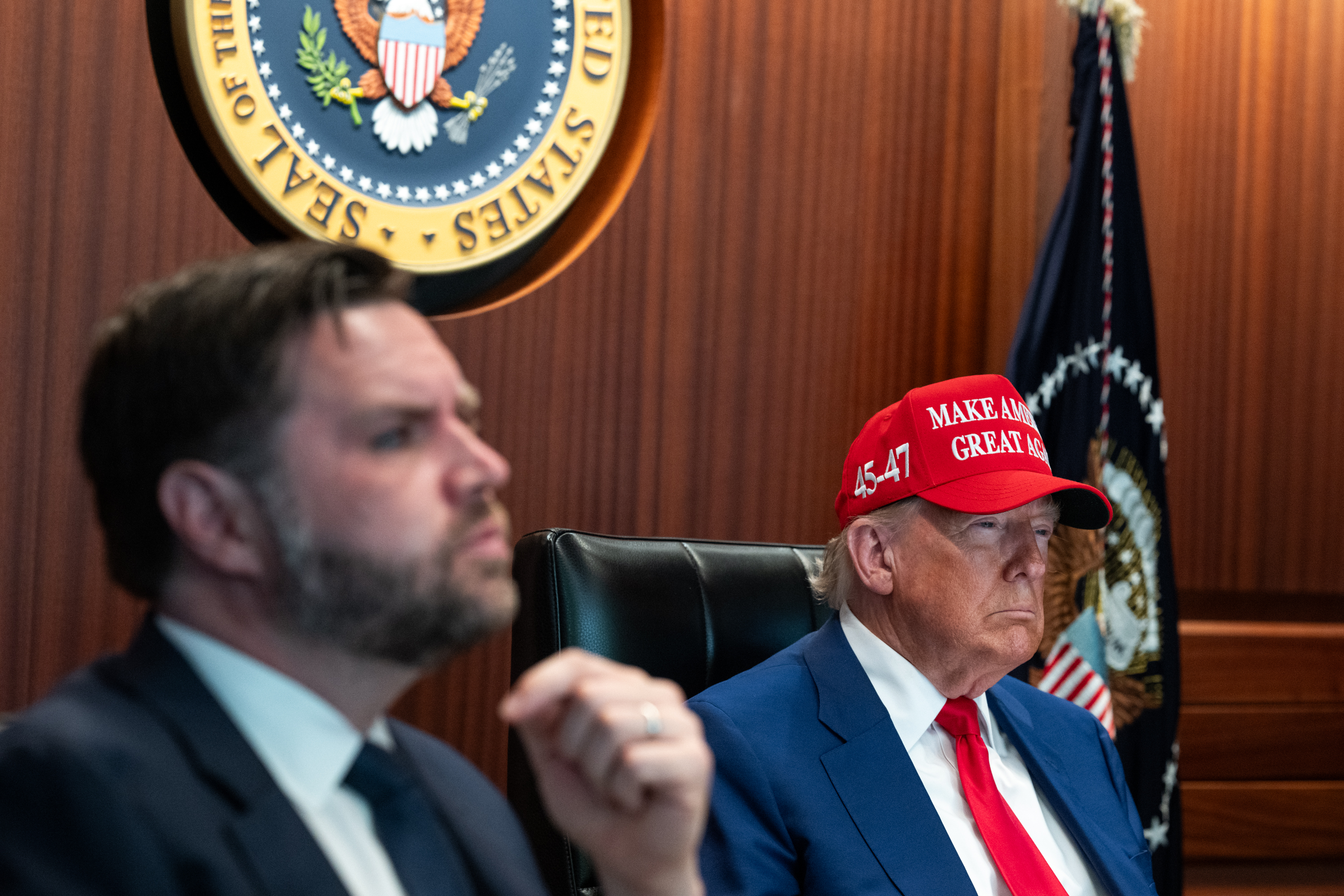
イラン攻撃を見届けるドナルド・トランプ（右）

6月21日（日本時間22日）、アメリカのトランプ大統領は、アメリカ軍が、イランのフォルドゥ、ナタンズ、エスファハーンの核施設3ヶ所をB-2ステルス爆撃機で攻撃したと発表。これに対してイラン側は、「中東の地域にいる、すべてのアメリカ人と米軍は正当な標的となる」と警告した。
22日、イランメディアは、イラン国会がホルムズ海峡の封鎖を承認したと報じた（最終的な決定はペゼシュキアン大統領をトップとする最高安全保障委員会の判断が必要とされる）。

## イラン側の攻撃

### イランによる報復作戦
イスラエルによる攻撃を受けた後、イランはイスラエルに対して「厳しい報復」を行うと表明し、中東全域に展開するイスラエルおよびアメリカ軍の基地を攻撃すると述べた。その直後、イランは「真の約束作戦3（Operation True Promise III）」と呼ばれる報復攻撃を開始し、軍事基地や空軍基地を標的とすると同時に、住宅地や公共インフラにも間接的な被害を与えた。イスラエル国防軍のエフィ・デフリン准将によれば、イランはイスラエルに向けて100機以上のシャヘド・ドローンを発射したという。アメリカはイラクに駐留する一部の兵士を撤退させ、兵士の家族にも避難を許可した。現地時間の午後9時頃（攻撃の約10分前）には、イスラエル市民に対して、攻撃が迫っていることを知らせる警報が発令された。市民は午後10時10分頃に避難所からの退避が許可された。攻撃中、テルアビブはイランのミサイルによって標的とされ、一部のミサイルは迎撃されたが、テルアビブ市内への着弾も確認された。この中には、ベギン通り近くのハキリヤ軍事司令部への直撃とされるものも含まれている。ヨルダンの首都アンマンでは空襲警報が鳴り響いた。一部のドローンは、ヨルダン空軍によって同国領空内で、またイスラエル空軍によってサウジアラビアやシリア上空で迎撃された。その後、イスラエル側の複数の情報筋は、ドローンの大半または全てが破壊されたとして、民間人に対する避難命令を解除したと伝えた。迎撃されたドローンの一つがヨルダンのイルビドの民家に落下し、3人が負傷した。

#### イエメン・フーシの攻撃参加
イエメンの反政府勢力「フーシ」は、同国からエルサレムを狙って弾道ミサイルを発射し、ヨルダン川西岸地区のヘブロンに着弾してパレスチナ人5人が負傷した。イスラエル国防軍は、この攻撃では2度にわけて約150発の弾道ミサイルが発射されたと推定している。ダビデの赤盾社（MDA）は、少なくとも63人のイスラエル人が負傷したと報告しており、そのうち1人が重体、1人が重傷、8人が中等傷、残りが軽傷であった。このうち重体だった民間人女性は後に死亡した。また、7人の兵士が軽傷を負ったとイスラエル軍は発表している。テルアビブでは、イスラエル消防・救助隊がミサイルの直撃を受けた建物から2人を救出し、イスラエル軍の民間防衛隊も市内の建物から別の民間人1人を救出した。一方で、イランによる報復攻撃によって甚大な被害が発生したとの報告はなかった。6月17日、アルジャジーラ英語が、一部のパレスチナ人がイスラエルのシェルターから排除されていたと報じた。

#### アメリカの警告
トランプ大統領は、アメリカの人員または施設に対する攻撃に対してイランを警告し、「もしイランから何らかの形で攻撃を受けた場合、米軍の完全な力と威力が、かつてない規模でお前たちに降りかかることになる」と述べた。また、イギリスのレイチェル・リーヴス財務相は、スカイ・ニュースのインタビューで、イギリスがイスラエル防衛の支援に乗り出す可能性があると示唆した。

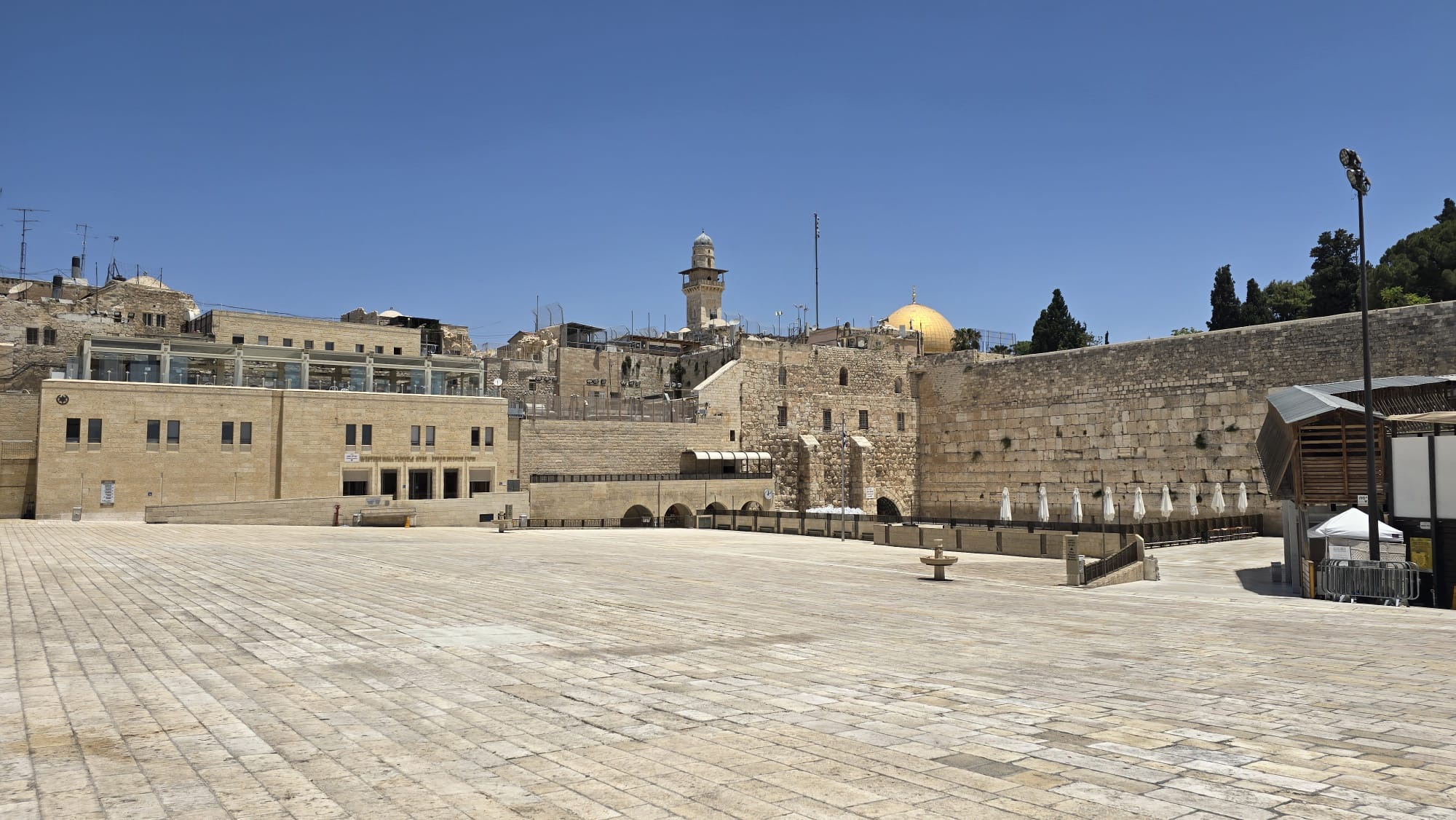
2025年6月13日に避難命令が出された西壁広場

### イランの報復開始（6月14日）
6月14日午前1時ごろ、イランは再び数十発のミサイルを発射したが、その大半は迎撃されたとイスラエル国防軍の報道官が発表した。この攻撃により7人が負傷し、そのうち1人は軽傷だった。また、集中治療室に破片が命中し、ダビデの赤盾社（MDA）の救急隊員2人がガラス片で軽傷を負った。
イランが5度目のミサイル攻撃を行ったのに対し、イスラエルはアメリカの支援を受けて迎撃を行ったと報じられた。負傷した民間人の数は60人を超えたとされ、複数の住宅が大きな被害を受けた。リション・レツィオンでは建物への直撃により、少なくとも2人の民間人が死亡し、20人以上が負傷した。中には、がれきの中から救助された生後3か月の乳児も含まれている。イスラエル国防軍はその後、13日夜以降、イランが合計約200発の弾道ミサイルを発射したと発表した。そのうち約25%が空き地に着弾し、ごく一部のミサイルが迎撃をすり抜けてテルアビブ、ラマト・ガン、リション・レツィオンの住宅地に命中し、人的被害をもたらしたと述べている。
新華社通信によると、複数のイランのミサイルがシリアの領空を通過してイスラエルへ向かい、そのうち少なくとも2発がシリア南部のダルアー県に落下したという。この影響により、ダマスカスでは地域の不安定化を受けて航空便が停止された。報道によれば、複数のアラブ諸国がイランの無人機の撃墜、あるいはその撃墜支援のためのレーダー情報の共有に協力しているとされる。
夜、イランは再びミサイルの一斉発射を行い、北部イスラエルを標的とした。この攻撃により5人が死亡し、少なくとも23人が負傷した。イスラエルのホーム・フロント・コマンドは午後11時に市民へ警報を発し、午後11時45分に避難指示解除を通知した。弾道ミサイルの一つがタムラの2階建て住宅に命中し、女性1人が死亡、14人が負傷した。また、別の攻撃では、1人の女性とその2人の娘を含む家族4人が死亡した。さらに、ハイファにあるBAZAN製油所付近で火災が発生し、配管および送油管に被害が出た。

### 被害の拡大（6月15日）

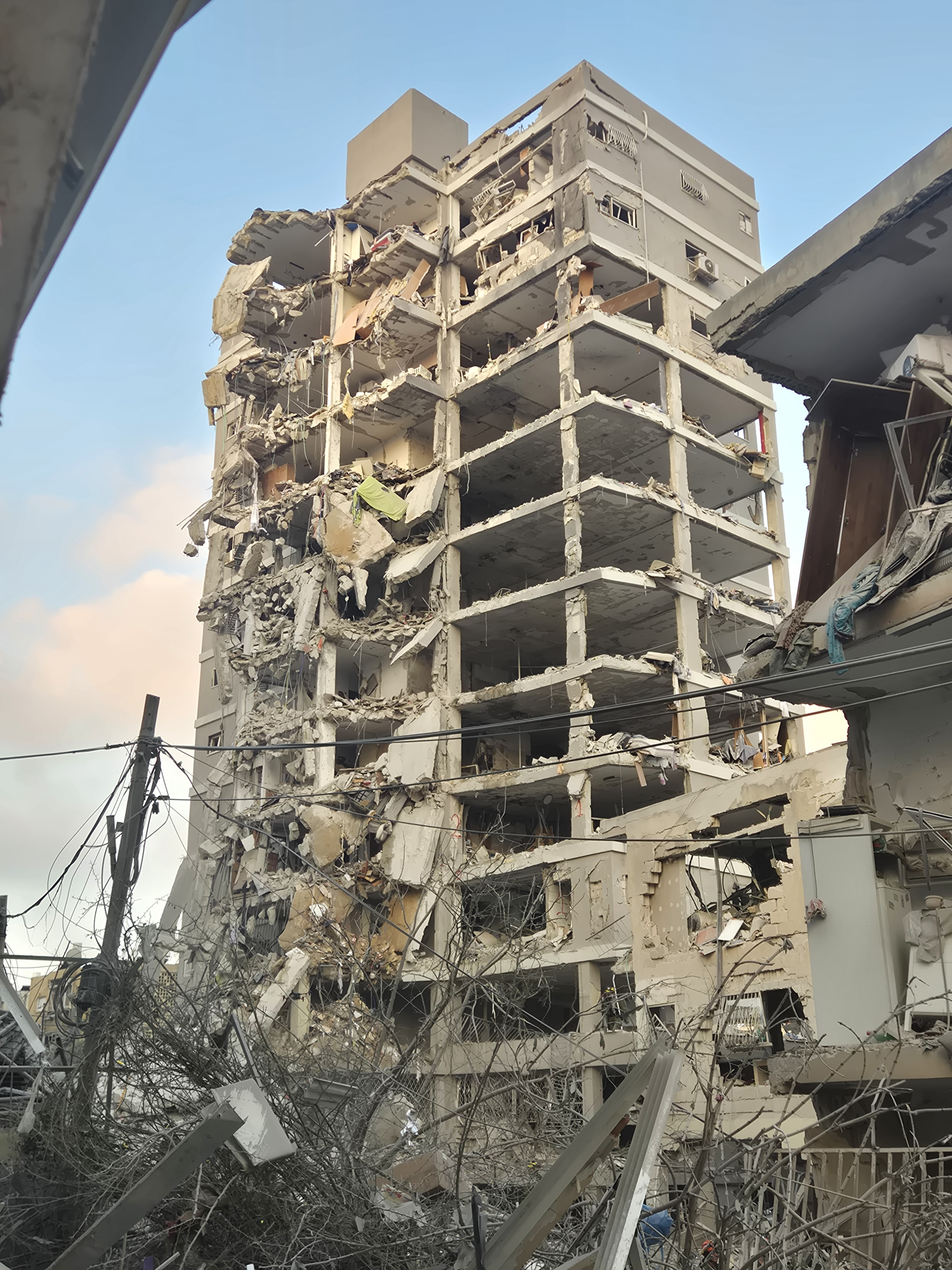
バト・ヤムにおけるイランの攻撃による被害

2025年6月15日朝、イランおよびフーシが同時に弾道ミサイルを発射し、バト・ヤム、レホヴォト、キリヤット・エクロンのショッピングモール、テルアビブに着弾した。バト・ヤムでの攻撃により、8歳、10歳、18歳の子ども3人が含む9人が死亡し、また1人が行方不明となった。バト・ヤム市長ツビカ・ブロットによると、61棟の建物が損傷を受けた。ダビデの赤盾社によれば、約200人が負傷しており、そのうち数名は重傷を負っている。また、死亡した9人のうち5人はウクライナ人だった。その後、イスラエルはミサイルの大半を迎撃し、残りのミサイルもイスラエル領内に到達しなかったと発表した。
レホヴォトにある博士研究機関ワイツマン科学研究所はイランの攻撃を受け、無人の建物および生命科学センターが破壊された。生命科学センターでは45の研究室が被害を受け、他にも数十の建物が損傷した。イスラエル国防省によると、イスラエル中部はイエメンから発射されたミサイルによる攻撃を受けたと発表され、後にフーシ派がこの攻撃を認めた。イエメンのフーシ派はイラン軍との協力のもと、複数の弾道ミサイルを使用したと主張した。ドイツ政府は、イランがドイツ国内のユダヤ人またはイスラエル関連施設を標的にする可能性があると警告を発し、それに伴い関連施設周辺の警備を強化した。
イランのミサイルの破片はヨルダン川西岸地区の2か所にも着弾した。午前11時20分ごろ、シャハーブミサイルによって、パレスチナ自治政府の大統領マフムード・アッバースの自宅から数メートルの距離であったアル・ビーレの住宅屋上で火災が発生した。また約90分後には、イスラエル中部上空で迎撃されたミサイルの破片がサイル郊外に落下し、ガラス片によって子ども3人が負傷した。
同日遅く、イランはイスラエルに向けて複数の弾道ミサイルによる新たな一斉攻撃を行ったが、着弾や被害の報告はなかった。その後、イランはカイサリア付近にあるネタニヤフ首相の自宅周辺を標的としてミサイルを発射したが、イスラエル国防軍によればミサイルは迎撃され、少なくとも50発のロケット弾が撃墜されたと発表された。
同日夜、イランはイスラエルに向けて複数回にわたるミサイルの一斉発射を行い、ハイファでは7人、キルヤット・ガトでは1人が負傷した。この攻撃により火災や建物の損壊などの被害も発生した。さらに9人がパニック障害の症状により治療を受けた。

### アメリカの攻撃に対する報復
6月23日（イラン時間）、イランは、イランの核施設へのアメリカの攻撃への報復としてカタールの米軍基地を攻撃した。アメリカのトランプ大統領は、イラン側から攻撃について事前通告があり、死傷者が出なかったと明らかにした

## その他の動きと各国の思惑

### アリー・ハーメネイーの暗殺計画
6月16日、スカイニュースのインタビューにおいて、イスラエル大統領のアイザック・ヘルツォグは、「イランを攻撃する以外の選択肢はなかった」と述べた。また、イスラエルの戦時内閣では、イランの最高指導者アリー・ハーメネイーについても議論されており、イスラエルがアメリカにハーメネイー暗殺計画について伝えたところ、ドナルド・トランプ大統領が反対し、計画が実行されなかったと報じられている。なお、トランプ大統領は、この報道内容について公にコメントをしておらず、ネタニヤフ首相は否定も肯定もしなかった。また、ネタニヤフ首相は「イスラエルはテヘランの空を支配している」と述べ、イラン最高指導者アリー・ハーメネイーの暗殺について「それは戦争をエスカレートさせるのではなく、終結させることになる」と発言し、暗殺の可能性を否定しなかった。

### イランによる交渉再開模索
イランが、攻撃の停止と、中断していた核協議の再開を目指して、アメリカと交渉するために、オマーンとカタールに仲介を求めていると報じられた。  

### アメリカの「降伏」勧告
6月17日、アメリカのドナルド・トランプ大統領はテヘランからの全面的な避難を呼びかけた。また、「我々は今、イラン上空を完全にコントロールしている」と宣言し、「我慢の限界に近付いている」とイランに対して「無条件降伏」を要求したうえで、イランの最高指導者アリー・ハーメネイーの居場所を「正確に把握している」が「今のところ」は殺害するつもりはないと述べた。さらに、ホワイトハウスの発表によれば、トランプはアメリカ国家安全保障会議（NSC）を招集した。副大統領のJ・D・ヴァンスは、アメリカが対イラン戦争に参加する可能性があると示唆した。

### イスラエル軍の声明発表
イスラエル軍はペルシア語で声明を発表し、イラン国内から「現在イランで起こっていることに対する恐怖、絶望、怒り」を含む多数のメッセージを受け取っていると述べた。また、イスラエルと連絡を取りたい者はモサドのウェブサイトを通じて連絡するよう促した。このイスラエル軍の声明は、ザ・タイムズ・オブ・イスラエルのエマニュエル・ファビアンにより「異例」と評された。

### イランによるスパイ取り締まり
6月15日、イラン当局はモサドの工作員とされる2名を逮捕したと発表した。
また、イラン司法当局傘下の通信社は、イスラエルのスパイ容疑で拘束されていた人物が絞首刑に処されたと報じた。この人物は逮捕前にモサド要員2名と接触していたとされる
イランの秘密警察は、モサドと関係があるとされる5人を逮捕し、「市民に恐怖をまき散らしている傭兵」と非難した。

### 停戦合意
アメリカのトランプ大統領は、23日（現地時間）、「イスラエルとイランが完全かつ全面的に停戦することで合意した」と発表。アメリカがイランとイスラエルを仲介し、双方が停戦に合意したと報じられている。イラン側は、勝利を宣言し、今後も攻撃があった場合は、報復を行うことを主張した。その後イスラエル側が、イランが停戦に違反してミサイルを発射した主張し、イスラエル国防省は軍へ、テヘランへの攻撃を指示した。イラン側は停戦違反を否定している。

## イラン側の被害状況
イランの保健当局は、イスラエルによる攻撃によって224人が死亡したと発表し、その大半が民間人であったと明かした。アメリカを拠点とする人権団体HRANAは、イスラエルの攻撃によって408人が死亡したと報告しており、その内訳は軍人92人、民間人199人、身元不明者117人となっている。
地元メディアによれば、少なくとも20人のイラン高官が空爆で殺害されたという。確認された死者には、イラン軍参謀総長モハンマド・バーゲリー大将、革命防衛隊司令官ホセイン・サラーミー、革命防衛隊高官ゴーラム・アリー・ラシード、革命防衛隊航空宇宙部隊司令官アミール・アリー・ハージーザーデ准将が含まれている。イスラエル軍によれば、地下司令部への攻撃により、革命防衛隊航空宇宙部隊の幹部のほとんどが会議に召集された後に殺害された。これには革命防衛隊空軍司令官のアミール・アリー・ハージーザーデや、革命防衛隊の防空部隊とドローン部隊の指導者も含まれていた。イスラエル軍は、これまでに殺害したイランの高官として、モハンマド・バーゲリー、ホセイン・サラーミー、ゴーラム・アリー・ラシード、アミール・アリー・ハージーザーデ、防空部門のダーヴード・シャイヒヤーン、ドローン部門のターヘル・プールの6人を挙げた。『ニューヨーク・タイムズ』は、コッズ部隊司令官エスマーイール・カーニの死を報じたが、イスラエルはカーニが生存していると考えている。ネタニヤフによれば、革命防衛隊情報部長モハンマド・カーゼミーとその副官ハサン・モハケグも死亡したという。公益判別会議のメンバーでもあるアリー・シャムハニは、2025年6月13日の空爆で死亡したと報じられた。シャムハーニーは2025年のアメリカとイランの交渉を監督する政治任命者の一人であった。6月16日、イランメディアを引用したいくつかのウェブサイトは、シャムハーニーは一命をとりとめたものの、足の切断が必要となり、内臓に損傷を負っていると報じた。
イラン国営メディアによると、核科学者フェレイドゥーン・アッバーシーとモハンマド・メフディー・テヘラーンチーも殺害された。その後、タスニム通信はさらに4人の核科学者が殺害されたと報じた。イスラエルは、2020年に暗殺されたイランの核開発計画の責任者モフセン・ファフリーザーデの後継者を含む9人の核科学者が殺害されたと発表した。2つの地域情報筋は、6月15日の時点でイランの核科学者の死者数が14人にのぼり、その中には自動車爆弾によって殺害された者も含まれると報じた。
確認された犠牲者の中には、女性や子どもなどの民間人も含まれている。タスニム通信は、テヘラン北部のタジリシュ地区で50人以上が負傷し、そのうち35人の女性と子どもがチャムラン病院に搬送されたと報じた。イラン北西部の東アーザルバーイジャーン州の知事は、攻撃初日に同州で、兵士30人とイラン赤新月社の職員1人の合計31人が死亡した述べた。
イラン陸軍は、イスラエルの戦闘機3機を撃墜し、1名のパイロットを殺害、もう1名を捕虜にしたと主張した。しかし、この主張を裏付ける証拠は確認されておらず、イスラエルのF-35撃墜を示すとされる映像および画像が1つずつ出回ったものの、いずれも偽情報であるとして否定された。イスラエル国防軍は、空軍機の損害や人的被害について繰り返し否定している。テヘランには地下シェルターが存在しないため、市民は地下駐車場に避難するよう指示された。
イランは、2023年に逮捕され、モサドに機密情報を渡した罪で有罪判決を受けた人物を、2025年6月16日に絞首刑により処刑したと発表した。
国連は2025年6月19日に報告書を公表し、これによると、イランでは2025年に少なくとも975人が処刑され、これは2015年以来最多である。
| 名前                                             | 役職                                                                            | 死亡日  |
| ------------------------------------------------ | ------------------------------------------------------------------------------- | ------- |
| モハンマド・バーゲリー                           | イラン・イスラム共和国軍参謀本部参謀総長                                        | 6月13日 |
| ホセイン・サラーミー                             | イスラム革命防衛隊（IRGC）総司令官                                              | 6月13日 |
| ゴラーム・アリー・ラシード                       | ハータム・アル・アンビヤー中央司令部司令官                                      | 6月13日 |
| アリー・シャードマーニー                         | ハータム・アル・アンビヤー中央司令部司令官 （ゴラーム・アリー・ラシードの後任） | 6月17日 |
| アミール・アリー・ハージーザーデ                 | イスラム革命防衛隊航空宇宙部隊司令官                                            | 6月13日 |
| ダーヴード・シャイフヤーン                       | イスラム革命防衛隊防空部隊司令官                                                | 6月13日 |
| ゴラームレザー・メフラビー                       | イラン・イスラム共和国軍参謀本部情報副部長                                      | 6月13日 |
| メフディー・ラッバーニー                         | イラン・イスラム共和国軍陸軍参謀本部作戦副本部長                                | 6月13日 |
| ハサン・モハケク                                 | イスラム革命防衛隊諜報機関副長官                                                | 6月15日 |
| モハンマド・カーゼミー                           | イスラム革命防衛隊諜報機関准将 2022年より同機関司令官                           | 6月15日 |
| フェレイドゥーン・アッバーシー                   | 核科学者                                                                        | 6月13日 |
| サイード・ボルジー                               | 核科学者                                                                        | 6月13日 |
| アフマドレザー・ゾルファガーリー・ダールヤーニー | 核科学者                                                                        | 6月13日 |
| セイエド・アミール・ホセイン・ファグヒー         | 核科学者                                                                        | 6月14日 |
| アブドゥルハミード・ミーヌーチェフル             | 核科学者                                                                        | 6月13日 |
| アクバル・モトレビーザーデ                       | 核科学者                                                                        | 6月14日 |
| モハンマド・メフディー・テヘラーンチー           | 核科学者                                                                        | 6月13日 |

## イスラエル側の被害状況

### 人的被害
6月14日、ダビデの赤盾は、イランによる弾道ミサイル攻撃で63人が負傷したと発表した。うち1人は重体、もう1人は重傷、8人が中等傷で、その他は軽傷であった。また、死者1人が確認された。テルアビブでは、倒壊した建物から救助隊が2人を救出した。 その後、Wallaニュースは、攻撃により、ラマト・ガンおよびリション・レツィヨンではイスラエル人3人が死亡、172人が負傷したと報じた。 また、ヨルダンでは民間人3人が負傷した。
6月14日、地元メディアは、イランのミサイル攻撃によりイスラエル北部で5人が死亡したと報じた。しかし、その後の報道では死者数は4人であったと報じられている。
6月15日には、バト・ヤム中心部に着弾したミサイルにより、民間人9人が死亡し、およそ200人が負傷、1人が行方不明と報じられた。また、レホヴォトへの攻撃では42人が負傷した。
6月16日、イランによるハイファおよびテルアビブへの弾道ミサイル攻撃を受け、8人が死亡、約100人が負傷したと報じられた。同日、CNNはイスラエル側の死者が24人、負傷者が592人に達し、そのうち10人が重体であると報じた。

### 物的損害
テルアビブ中心部にある近代的な住宅ビルが著しい損傷を受け、複数のアパートで火災が発生し、建物から煙が立ち上る様子が確認された。隣接する建物も大きな外部被害を受け、窓ガラスが破損し、金属部分がねじれて外壁から垂れ下がるなどの損壊があった。ラマト・ガンでは複数の車両が焼失し、3軒の住宅が目に見える損傷を受けた。また、テルアビブにあるキリヤ周辺にも弾道ミサイルが着弾し、イスラエル国防軍本部施設に被害が及んだと報告された。
ラマト・ガン市当局によれば、同市では9棟の建物が全壊し、数百棟の建物がさまざまな程度の損壊を受けた。ミサイル攻撃により、約100人の住民が自宅から離れることを余儀なくされた。
その後の数日間の攻撃によって、さらなる破壊がもたらされた。

## 反応
イスラエル
イスラエルのベンヤミン・ネタニヤフ首相は、「イランの核兵器開発はイスラエルの存続に対する明白かつ現在進行形の危機」とし、「脅威がなくなるまで作戦を継続する」と明言した。また、イスラエル・カッツ国防相は、「今回の攻撃は自衛のための先制措置である」としている。
イスラエル軍参謀総長エヤル・ザミール中将は、「10月7日の出来事からの重要かつ直接的な教訓が得られた。私たちは待たない。脅威を未然に防ぐ」と述べた。
イラン
イランは、イスラエルの攻撃に対し報復に乗り出し、アメリカがイラン攻撃に参加すればイラクの米軍基地を攻撃するとした。イランの最高指導者アリー・ハーメネイーは、「イラン国民は押しつけられる戦争に断固として抵抗し、押しつけられる平和にも断固として抵抗する。この国は、誰からの押しつけにも屈しない」と述べ、無条件降伏を要求したアメリカに対しては、それを拒否し、「いかなる軍事介入も取り返しのつかない損害をもたらすことを理解しなければならない」とアメリカをけん制した。
アメリカ合衆国
アメリカ合衆国のドナルド・トランプ大統領はイランに対し、無条件降伏を要求した。また、トランプは、6月19日、アメリカが直接紛争に関与するか2週間以内に決めると述べた。
イギリス
労働党の「活動家」である英国司法長官、ハーマー卿は、モーリシャスと英国間のチャゴス諸島協定のおかげで、米国によるイランへの爆撃を阻止できると述べている。
日本
6月13日、日本の石破茂首相は、「イランの核問題の平和的解決に向けた外交努力が継続している中で、イスラエルによる軍事的な手段が用いられたことは到底許容できるものではない」とイスラエルを強く非難した。6月13日の外務大臣談話でもイスラエルの攻撃を非難しつつ、イランによる報復についても「事態をエスカレートするいかなる行動も強く非難」し、「最大限の自制」と「事態の沈静化」を強く求めた。
なお、G7によるイスラエルの自衛権を支持し、イランを非難する内容の共同声明が発表された後では、日本政府の発信に変化が見られた。林芳正内閣官房長官は、「事態の沈静化に向けた外交努力が重要だ」と述べ、イスラエルの先制攻撃について「自国を守る権利として正当化されるかについては事実関係の十分な把握が困難だ」として評価を控えた。
ドイツ
ドイツのフリードリヒ・メルツ首相は、イスラエルによる攻撃について「われわれのために汚れ仕事をしている」とし、全面的に支持した。イランの核保有阻止のためにやむを得なかったと評価し、イスラエルに対して敬意を表した。
G7
G7は、イスラエルを、自国を守る権利があるとして支持し、イランについて「地域の不安定化やテロの源」として非難し、アメリカの意向が強く反映された内容の共同声明を発表した。なお、G7の会合では、石破茂を含め、複数の首脳から、イスラエルの武力行使について、国際法上の懸念を表明し、双方の自制を求める声も上がった。日本、フランス、イタリア、ドイツの4カ国の共同声明の原案には、イスラエルに対して自制を求める内容が含まれていたが、カナダが、アメリカの反対により共同声明が出せなくなる恐れがあると判断し、該当部分を削った上でアメリカの了承を得た。

## 影響
イスラエル、イラン、イラクなど中東諸国では、空港の閉鎖、航空便の欠航、減便が相次ぎ、数万人が足止めされた。